# Artemidora symmetrica
Artemidora symmetrica là một loài bướm đêm trong họ Geometridae.